# 9월 18일
9월 18일은 그레고리력으로 261번째(윤년일 경우 262번째) 날에 해당한다.

## 사건
- 1810년 - 칠레 독립
- 1931년 - 일본이 봉천 부근에서 남만주 철도를 폭파하고는 이를 핑계로 만주사변을 일으키다.
- 1947년 - 미국 중앙정보국(CIA) 발족
- 1955년 - 대한민국, 민주당 창당.
- 1961년 - 다그 함마르셸드 유엔 사무총장, 콩고 내전의 해결을 위해 아프리카로 가던 중에 잠비아에서 비행기 추락사고로 사망
- 1962년 - 르완다, 부룬디, 트리니다드 토바고, 자메이카, 유엔 가입
- 1973년 - 제28차 유엔 총회, 동독과 서독, 바하마의 유엔 가입 승인(동서독 동시 가입).
- 1981년 - 프랑스, 사형제도 폐지
- 1988년 - 미얀마에서 사웅 마웅 장군이 이끄는 군사 쿠데타 발생
- 1996년 - 강릉지역 무장공비 침투사건: 강릉 해안에서 좌초된 조선민주주의인민공화국 잠수정 발견
- 2000년 - 임진각에서 분단으로 끊어진 경의선 연결공사 기공식 열림
- 2001년 - 대한민국과 조선민주주의인민공화국, 제5차 남북장관급회담 합의사항 공동보도문 발표
- 2014년 - 스코틀랜드의 영연방 독립 여부를 결정하는 투표가 거행되다.
- 2018년 - 대전 오-월드에서 퓨마가 탈출하여 끝내 사살되다.

## 문화
- 1851년 - 미국 일간지 〈뉴욕 타임스〉 창간
- 1894년 - 한국 최초의 근대 초등교육기관인 관립 교동소학교(현 서울교동초등학교) 개교
- 1899년 - 한국 최초의 철도 노선인 경인선이 노량진 ~ 제물포 (33.2km)간 개통.
- 1945년 - 경성부립도서관 종로분관이 서울특별시립 종로도서관으로 격상되었다.
- 1965년 - 경인선(영등포 ~ 인천) 복선 개통
- 1979년 - 대한민국, 국산 디젤 기관차 운행 개시.
- 1985년 - 스티브 잡스가 애플 컴퓨터를 그만두다.
- 1998년 - 인터넷 도메인 이름과 IP 주소를 할당하는 비영리 단체인 ICANN이 설립되다.
- 1999년 - 일본, 신칸센 0계 전동차가 도쿄발 나고야행 고다마 473호를 마지막으로 도카이도 신칸센에서 완전히 은퇴하다.
- 2002년 - 남북 경의선 및 동해선의 철도와 도로 연결공사 동시 착공
- 2008년 - 대한민국 가수 아이유 데뷔
- 2014년 - 대한민국의 인디 록 밴드 혁오 데뷔.
- 2016년 - 2016년 하계 패럴림픽 폐막.

## 탄생
- 53년 - 로마 제국의 제13대 황제 트라야누스. (~117년)
- 1709년 - 영국의 시인, 평론가 새뮤얼 존슨. (~1784년)
- 1752년 - 프랑스의 수학자 아드리앵마리 르장드르. (~1833년)
- 1765년 - 제254대 로마의 교황 교황 그레고리오 16세. (~1846년)
- 1819년 - 프랑스 물리학자 레옹 푸코. (~1868년)
- 1885년 - 아제르바이잔의 작곡가 위제이르 하즈배요프 (~1948년)
- 1888년 - 대한민국의 군인 김준원. (~1969년)
- 1905년 - 스웨덴의 배우 그레타 가르보. (~1990년)
- 1907년 - 미국의 물리학자 에드윈 맥밀런. (~1991년)
- 1918년 - 쇼쇼의 장남, 류큐 왕국 쇼타이왕(尚泰王)의 증손자 쇼 히로시. (~1997년)
- 1923년 - 루마니아 왕국 미하이 1세의 왕비 루마니아의 안. (~2016년)
- 1924년 - 미국의 경찰관 J. D. 티핏. (~1963년)
- 1926년 - 대한민국의 정치인 최우근. (~2022년)
- 1933년
  - 미국의 배우 로버트 블레이크. (~2023년)
  - 일본의 수영 선수 스즈키 히로시.
- 1937년 - 대한민국의 법조인 고중석. (~2024년)
- 1940년
  - 대한민국의 언론인 김춘길. (~2024년)
  - 대한민국의 언어학자 정광.
- 1941년 - 영국의 전 축구 선수, 축구 감독 보비 탬블링.
- 1944년 - 영국의 영화배우 베로니카 칼슨. (~2022년)
- 1945년 - 미국의 프로그래머, 기업인 존 매커피. (~2021년)
- 1946년 - 미국의 배우, 삽화가 게일라드 사테인. (~2025년)
- 1949년 - 홍콩의 배우 풍극안. (~2016년)
- 1950년
  - 대한민국의 배우 김형자.
  - 캐나다의 아이스하키 선수 대릴 시틀러.
- 1957년 - 대한민국의 정치인 우원식.
- 1958년 - 대한민국의 공무원, 정치인 최창용.
- 1959년
  - 대한민국의 배우 김추월.
  - 미국의 야구인 라인 샌드버그. (~2025년)
- 1960년
  - 대한민국의 정치인 김선교.
  - 이집트의 산업 디자이너 카림 라시드.
- 1961년
  - 대한민국의 공인회계사, 정치인 유동수.
  - 프랑스의 작가, 소설가 베르나르 베르베르.
  - 미국의 배우 제임스 갠돌피니. (~2013년)
- 1963년 - 대한민국의 군인, 공무원 인성환.
- 1964년 - 대한민국의 언론인 오연호.
- 1966년 - 대한민국의 정치인 김오진.
- 1967년
  - 일본의 전 축구 선수 이하라 마사미.
  - 이탈리아의 축구 심판 로베르토 로세티.
- 1968년
  - 대한민국의 배우 박병선. (~2015년)
  - 대한민국의 언론인, 인권운동가 강철환.
- 1969년
  - 프랑스의 축구 심판 스테판 라누아.
  - 대한민국의 정치인 이후삼.
- 1970년 - 대한민국의 배우 채국희.
- 1971년
  - 대한민국의 배우 진수현.
  - 미국의 배우 제이다 핑킷 스미스.
- 1973년
  - 미국의 배우 제임스 마즈든.
  - 프랑스의 농구 선수 로랑 푸아레스트.
- 1974년 - 영국의 축구 선수 솔 캠벨.
- 1975년
  - 미국의 배우 제이슨 수데이키스.
  - 대한민국의 기자 박주경.
- 1976년 - 브라질의 축구 선수 호나우두.
- 1977년 - 중화인민공화국의 축구 선수 리톄.
- 1978년
  - 대한민국의 방송인, 전 아나운서 윤소영.
  - 일본의 만화가 모리 카오루.
- 1979년
  - 대한민국의 배우 유지연.
  - 일본의 전 축구 선수 이나모토 준이치.
  - 스페인의 축구 선수 다니엘 아란수비아.
- 1980년 - 잉글랜드의 배우 아딜 아크타르.
- 1981년
  - 대한민국의 배우 한예슬.
  - 대한민국의 가수 제아 (브라운 아이드 걸스).
- 1982년
  - 대한민국의 가수 박민혜 (빅마마).
  - 대한민국의 배우 하주희.
  - 대한민국의 영화 감독, 각본가 채수응.
- 1983년
  - 대한민국의 배우 민우혁.
  - 대한민국의 앵커 안보라.
  - 일본의 전 축구 선수 다카하시 다이스케.
- 1984년
  - 미국의 배우 니나 아리안다.
  - 잉글랜드의 래퍼 디지 래스컬.
- 1985년 - 일본의 야구 선수 마쓰야마 류헤이.
- 1986년
  - 대한민국의 배우 한그림.
  - 잉글랜드의 배우, 가수, 모델 킬리 하젤.
  - 프랑스의 육상 선수 르노 라빌레니.
- 1987년 - 대한민국의 배우, 모델 유민규.
- 1988년
  - 일본의 배우 후쿠다 아야노.
  - 대한민국의 바둑 기사 이상헌.
- 1989년
  - 대한민국의 배우 이주빈.
  - 대한민국의 가수 이로.
- 1990년
  - 대한민국의 성우 박민기.
  - 러시아의 유도 선수 데니스 야르체프.
- 1991년
  - 대한민국의 배우 김현목.
  - 대한민국의 배구 선수 전광인.
- 1992년
  - 대한민국의 배우 김하경.
  - 미국의 래퍼 엠버 (f(x)).
  - 대한민국의 가수 김용빈.
- 1993년
  - 대한민국의 가수 Paiiek.
  - 대한민국의 배우 김의담.
- 1994년 - 대한민국의 전직 스타크래프트 프로게이머 전태양 (진에어 그린윙스).
- 1995년
  - 미국의 가수 메건 리.
  - 일본의 배우 스기노 요스케.
- 1996년 - 대한민국의 래퍼 오르내림.
- 1997년 - 대한민국의 야구 선수 조범준.
- 1998년
  - 일본의 바둑 기사 후지사와 리나.
  - 미국의 축구 선수 크리스천 풀리식.
- 2000년 - 일본의 아이돌 후지이 나오키.
- 2001년 - 대한민국의 가수 우정. (스카이리)
- 2002년 - 대한민국의 배우 문하연.
- 2003년
  - 대한민국의 배우 이다연.
  - 대한민국의 야구 선수 윤동희.
- 2006년 - 일본의 아이돌 토미사토 나오.
- 2008년 - 러시아의 화제인물 고르데이 콜레소브.
- 2010년 - 대한민국의 가수 주아. (버비)

## 사망
- 96년 - 로마 제국의 제11대 황제 도미티아누스. (51년~)
- 923년 - 오대십국시대 후량의 제3대 황제 주우정. (888년~)
- 1180년 - 프랑스의 왕 루이 7세. (1120년~)
- 1598년 - 일본 센고쿠 시대의 무장 도요토미 히데요시. (1537년~)
- 1783년 - 스위스의 수학자 레온하르트 오일러. (1707년~)
- 1961년 - 스웨덴의 외교관 다그 함마르셸드. (1905년~)
- 1970년
  - 미국의 기타리스트, 싱어송라이터 지미 헨드릭스. (1942년~)
  - 덴마크의 왕자 로젠보리 백작 비고 왕자. (1893년~)
- 1985년 - 미국의 미학자 먼로 비어즐리. (1915년~)
- 1992년 - 덴마크의 공주 덴마크 공주 마르가레트. (1895년~)
- 2015년 - 대한민국의 배우 김화란. (1963년~)
- 2016년 - 대한민국의 소설가 이호철. (1932년~)
- 2018년 - 미국의 건축가 로버트 벤투리. (1925년~)
- 2020년
  - 미국의 대법관, 법조인 루스 베이더 긴즈버그. (1933년~)
  - 캐나다의 정치인 존 터너. (1929년~)
- 2022년
  - 미국의 공학자 겸 교육인 닉 홀로니악. (1928년~)
  - 튀르키예의 레슬링 선수 무스타파 다으스탄르. (1931년~)
- 2023년
  - 대한민국의 배우 노영국. (1948년~)
  - 대한민국의 배우 변희봉. (1942년~)
- 2024년 - 이탈리아의 축구 선수 살바토레 스킬라치. (1964년~)

## 기념일
- 세계 수자원 모니터링 데이

## 같이 보기
- 전날: 9월 17일 다음날: 9월 19일 - 전달: 8월 18일 다음달: 10월 18일
- 음력: 9월 18일
- 모두 보기